# الكنيس اليهودي (تومسك)
الكنيس اليهودي (بالروسية: Солдатская синагога) هو كنيس يهودي يقع في مدينة تومسك، بروسيا.

## تاريخ
في أوائل عام 2018، قررت إدارة المدينة نقل المبنى للطائفة اليهودية تومسك، وتم توقيع الاتفاق بين عمدة تومسك «إيفان ج. كلاين» (Иван Григорьевич Кляйн) والحاخام الأكبر لروسيا «بيريل لازار» (Berel Lazar) في 1 فبراير.